# Biblioteca Națională și Universitară din Zagreb
Biblioteca națională și universitară din Zagreb (NSK) (croată Nacionalna i sveučilišna knjižnica u Zagrebu, NSK; în trecut Nacionalna i sveučilišna biblioteka u Zagrebu, NSB) este bibliotecă națională a Croației și biblioteca centrală a Universității din Zagreb.